# NGC 1023
NGC 1023 (również PGC 10123 lub UGC 2154) – galaktyka soczewkowata (E/SB0), znajdująca się w gwiazdozbiorze Perseusza. Odkrył ją William Herschel 18 października 1786 roku.
W 2002 w galaktyce NGC 1023 odkryto nieznany wcześniej typ gromady gwiazdowej. Gromady tego typu, tymczasowo nazwane faint extended clusters, mają wiek zbliżony do wieku gromad kulistych, ale są od nich znacznie większe (50-100 lat świetlnych) i ciemniejsze. Podobne obiekty odkryto także w galaktyce NGC 3384.
Po wschodniej stronie NGC 1023 znajduje się słabo widoczna karłowata galaktyka nieregularna PGC 10139, która zawiera gromady błękitnych, młodych gwiazd. Prawdopodobnie powstały one w wyniku grawitacyjnej interakcji między tymi galaktykami. Obie te galaktyki zostały skatalogowane w Atlasie Osobliwych Galaktyk jako Arp 135.